# Мигович Іван Васильович
Іва́н Васи́льович Миго́вич (нар. 24 квітня 1945, Ужгород — пом. 12 квітня 2021, Миколаїв, Львівська область) — український живописець, графік. У 2018 році увійшов до друкованого та інернет видання «Енциклопедія сучасної України».

## Життєпис
Закінчив відділ художньої обробки дерева Ужгородського училища декоративно-прикладного мистецтва (1966; викл. В. Свида, О. Попович, В. Звенигородський).
Служба в армії (1966—1969).
Навчався у Львівському поліграфічному інституті ім. І. Федорова (1974; викл. В. Монастирський).
Працював інженером з промислової естетики Миколаївського цементного заводу (1969—1974; Львівська область); художником по дереву Закарпатського художнього фонду (1974—1979; Ужгород), заступником головного художника Закарпатського рекламно-виробничого комбінату «Торгреклама» (Ужгород, від 1979—2000).
Член творчого об'єднання професійних художників Закарпаття (1991).
Голова об'єднання художників Миколаївського району Львівської області (2002—2014).
Учасник міських, обласних, міжнародних художніх виставок від 1964, мав персональну виставку в Ужгороді (1993).
Дипломант Всеукраїнської виставки образотворчого та декоративно-прикладного мистецтва (1999, Київ).

### Родина
Чоловік Ганни, батько Олени та Віктора Миговичів.

## Доробок
Створює натюрморти, пейзажі, портрети («Міст», 1981; «Плотина», 1983; «Портрет доньки», 1989; «Доярка», 1986; «Кам'яниця», 1985; «Корзо», 1985; «Портрет юнака»,1987 та серію декоративних диньок).
Займався обробкою та художнім декоруванням динь і виготовленням жіночих прикрас, народних іграшок з дерева.

## Нагороди
- Подяка обласної державної адміністрації та обласної ради, Ужгород, 1999.
- Диплом 1-го ст. Міністерства культури і мистецтв України, Українського центру культурних досліджень за участь у Всеукраїнській виставці образотворчого та декоративно-прикладного мистецтва в рамках Всеукраїнського огляду народної творчості в Палаці мистецтв «Український дім» (1999, Київ)